# Llista de genocidis

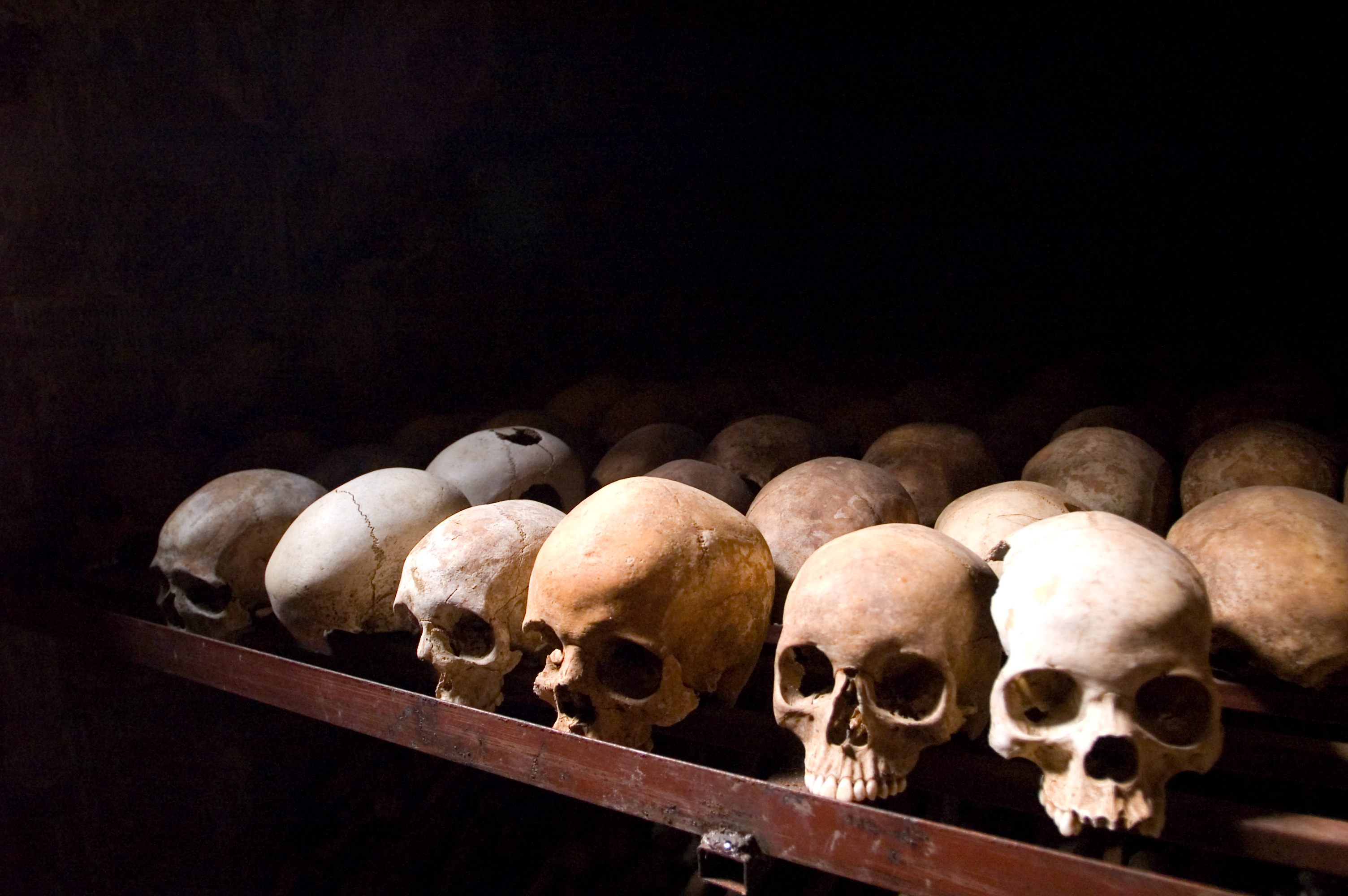
Nyamata Memorial Site 13

Aquesta llista de genocidis recull estimacions de totes les morts atribuïdes a genocidis, ja sigui de manera directa o indirecta, que estan reconegudes segons la definició legal establerta per la Convenció de l'ONU sobre el Genocidi de 1948. S'exclouen de la llista els assassinats massius que no han estat qualifica't com a genocidi de manera inequívoca, com és el cas d'altres crims com els assassinats massius, crims contra la humanitat, politicides, classicides o crims de guerra. Alguns exemples d'aquests esdeveniments inclouen la Guerra dels Trenta Anys (amb una estimació de 7,5 milions de morts), els crims de guerra japonesos (entre 3 i 14 milions de morts), el terror vermell (amb un rang de 100.000 a 1,3 milions de morts), les atrocitats a l'Estat Lliure del Congo (de 1 a 15 milions de morts), la Gran Purga (amb estimacions de 0,6 a 1,75 milions de morts), així com el Gran Salt Endavant i la fam derivada d'aquest (amb morts que oscil·len entre 15 i 55 milions). A més, hi ha una llista més extensa que inclou altres genocidis, neteges ètniques i persecucions massives. Alguns dels casos històrics de genocidi són objecte de debat entre estudiosos, que no sempre arriben a un consens sobre si els mateixos compleixen els criteris per ser considerats genocidis.

## Definició

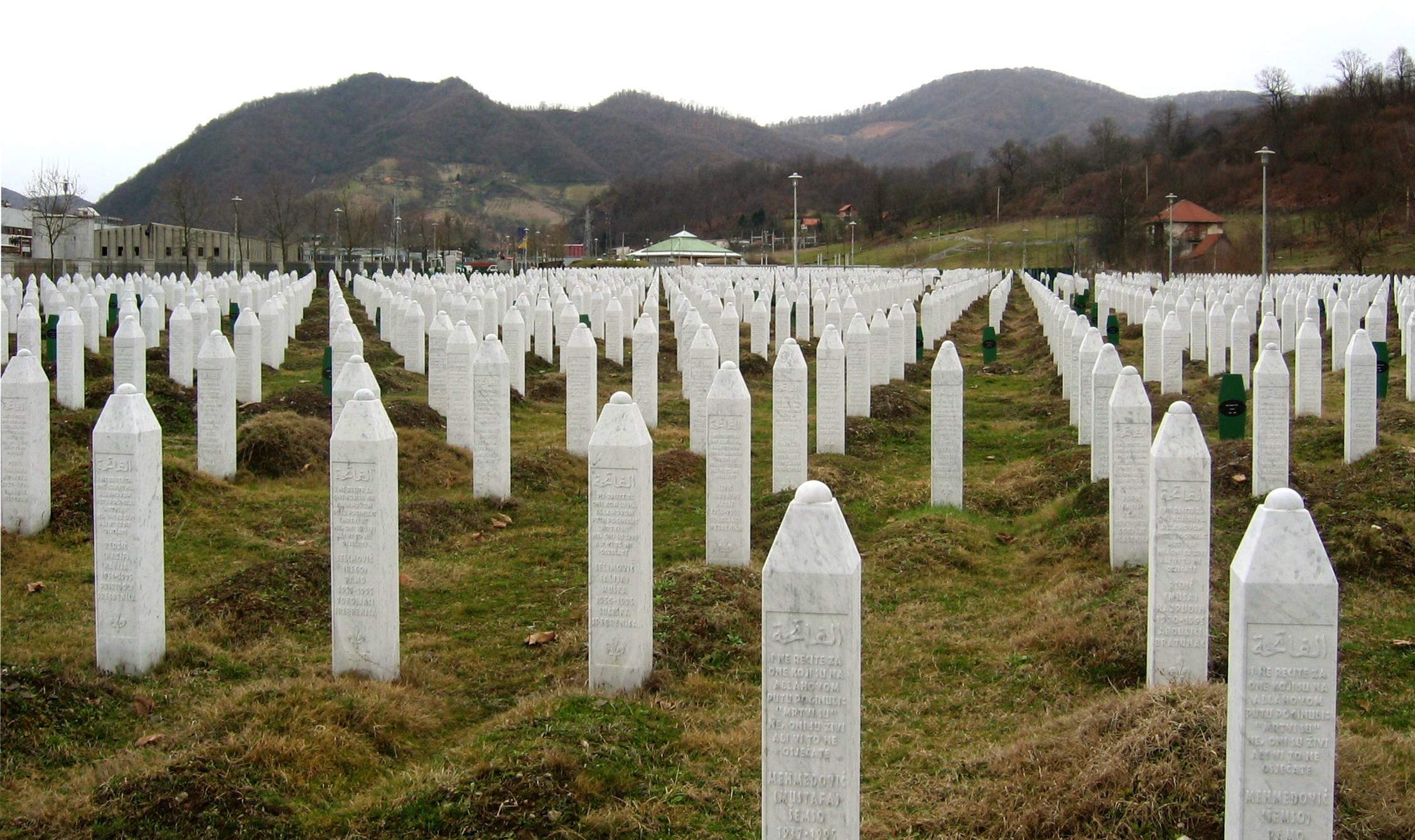
Srebrenica massacre memorial gravestones 2009

La Convenció sobre el Genocidi de les Nacions Unides defineix el genocidi com "qualsevol dels actes següents comesos amb la intenció de destruir, totalment o parcialment, un grup nacional, ètnic, racial o religiós, com a tal: matar membres del grup; causar greus danys corporals o mentals als membres del grup; infligir deliberadament al grup condicions de vida dissenyades per provocar la seva destrucció física, total o parcial; i imposar mesures destinades a prevenir els naixements dins del grup". Aquesta definició és essencial per establir els criteris legals que determinen si un acte o una sèrie d'actes poden ser considerats genocidi segons el dret internacional; [i] transferir per la força els nens del grup a un altre grup."

## Llista de genocidis
El terme genocidi és polèmic i la seva definició pot ser objecte de debat i modificació. Aquesta llista es limita a incloure els actes que han estat reconeguts com a genocidis segons la definició legal establerta per la Convenció de 1948 per a la Prevenció i el Càstig del Delicte de Genocidi. Aquesta definició, que busca establir un marc jurídic clar per identificar i sancionar els actes de genocidi, és la que es fa servir en aquest context per classificar els esdeveniments inclosos en la llista.
- Enregistrament d'accidents
- Democidi
- Negació dels genocidis dels pobles indígenes
- Massacre genocida
- Genocidi dels pobles indígenes
- Els genocidis a la història
- Comissió Hamoodur Rahman
- Llista de conflictes armats en curs
- Llista de guerres i desastres antropogènics per nombre de morts
- Llista de guerres per nombre de morts

### Campanyes d'extermini polític
- Assassinats massius anticomunistes
- Guerra bruta
- Matassos massius d'Indonèsia de 1965-66
- Assassinats massius de propietaris sota Mao Zedong (1949-1951)
- Els assassinats en massa sota els règims comunistes
- Operació Còndor
- Terror vermell (Etiòpia)
- Terror Blanc (Espanya)